# La Miranda (Vic)
La Miranda és una masia de Vic (Osona) inclosa a l'Inventari del Patrimoni Arquitectònic de Catalunya.

## Descripció
Edifici civil. Masia de planta basilical amb el cos central cobert a dues vessat i els laterals a tres. La façana es troba orientada a migdia, a la part esquerra hi ha un cos afegit amb arc rebaixat a la planta baixa i a la part superior s'hi obre una galeria. A la part posterior, amb vistes a tota la plana, hi ha un cos de porxos i un gran balcó sostingut per pilars de pedra. És construïda amb pedra i totxo. En aquesta part, la pedra és arrebossada i els elements de ressalt són de totxo pintat vermell.
La casa és de tipus senyorial malgrat trobar-se deshabitada. L'envolta un espaiós jardí amb arbres de diverses espècies.

## Història
Situat al sector de ponent del terme de Sentfores en el pla de la Miranda.
Malgrat trobar-se dins el terme de Sentfores pertany a la parròquia de Muntanyola.